# ボヤン・イサイロヴィッチ
ボヤン・イサイロヴィッチ（セルビア語: Бојан Исаиловић, ラテン文字転写: Bojan Isailović、1980年3月25日 - ）は、セルビアの元サッカー選手。ポジションはゴールキーパー。

## 経歴
2008年12月に親善試合でセルビア代表デビュー。2010 FIFAワールドカップのメンバーにも選出された。セルビア代表として4試合に出場した。

## 代表歴

### 出場大会
- セルビア代表
  - 2010 FIFAワールドカップ

### 試合数
- 国際Aマッチ 4試合 0得点（2008年-2010年）[1]

| セルビア代表 | 国際Aマッチ | 国際Aマッチ |
| 年           | 出場        | 得点        |
| ------------ | ----------- | ----------- |
| 2008         | 1           | 0           |
| 2009         | 2           | 0           |
| 2010         | 1           | 0           |
| 通算         | 4           | 0           |